# Zmarli w roku 1967
Lista osób zmarłych w 1967:

## styczeń 1967
- 2 stycznia – Józef Łabędź, polski duchowny, pierwszy polski paulista (ur. 1924)
- 4 stycznia – Donald Campbell, brytyjski wielokrotny rekordzista prędkości na lądzie i wodzie (ur. 1921)
- 8 stycznia – Zbigniew Cybulski, polski aktor (ur. 1927)
- 12 stycznia – James Bedford, pierwsza osoba której ciało po stwierdzeniu zgonu zostało poddane krioprezerwacji (ur. 1893)
- 27 stycznia:
  - Virgil Grissom, amerykański astronauta (ur. 1926)
  - Jan Schiavo, włoski duchowny katolicki, misjonarz, błogosławiony (ur. 1903)
  - Edward Higgins White, amerykański astronauta (ur. 1930)
- 28 stycznia – Bechor-Szalom Szitrit, izraelski polityk (ur. 1895)
- 29 stycznia – Adam Grzymała-Siedlecki, polski krytyk literacki i teatralny, dramatopisarz, tłumacz, prozaik, reżyser (ur. 1876)

## luty 1967
- 13 lutego – Abelardo L. Rodríguez, prezydent Meksyku w latach 1932–1934 (ur. 1889)
- 15 lutego:
  - Antonio Moreno, hiszpański aktor (ur. 1887)
  - Simeon Radew, bułgarski dyplomata, pisarz, dziennikarz (ur. 1879)
- 18 lutego – Julius Robert Oppenheimer, amerykański fizyk, odkrywca pozytonu, uczestnik Projektu Manhattan (ur. 1904)
- 19 lutego:
  - Leonard Buczkowski, polski reżyser i scenarzysta filmowy (ur. 1900)
  - Wacław Długosz, polski polityk, poseł, wicemarszałek Sejmu (ur. 1892)

## marzec 1967
- 11 marca – Michał Weichert, polski i żydowski teatrolog, reżyser teatralny i prawnik
- 27 marca:
  - Maria Eugeniusz od Dzieciątka Jezus Grialou, francuski karmelita, błogosławiony katolicki (ur. 1894)
  - Jaroslav Heyrovský, czeski chemik (ur. 1890)
- 31 marca – Franciszek Parcer, polski pedagog, radny, działacz społeczny i oświatowy (ur. 1904)[1]

## kwiecień 1967
- 2 kwietnia – Maria Alvarado Cardozo, wenezuelska zakonnica, założycielka augustianek Najświętszego Serca Jezusa, błogosławiona katolicka (ur. 1875)
- 19 kwietnia:
  - Konrad Adenauer, polityk niemiecki, działacz partii CDU, kanclerz RFN i prawnik (ur. 1876)
  - Witold Romer, polski fotografik (ur. 1900)
- 21 kwietnia – André Danjon, francuski astronom (ur. 1890)
- 24 kwietnia – Władimir Komarow, radziecki kosmonauta (ur. 1927)
- 26 kwietnia – Roman Wilkosz, polski malarz, projektant, pedagog nauczyciel (ur. 1895)

## maj 1967
- 5 maja – Ludwig Hilberseimer, niemiecki modernistyczny urbanista (ur. 1885)
- 7 maja – Erik Wallerius, szwedzki żeglarz, medalista olimpijski (ur. 1878)
- 12 maja – Stanisław Osiecki, polski polityk, poseł na Sejm i senator RP, minister reform rolnych oraz przemysłu i handlu, wicemarszałek Sejmu (ur. 1875)
- 29 maja – Georg Wilhelm Pabst, austriacki reżyser filmowy i scenarzysta (ur. 1885)

## czerwiec 1967
- 2 czerwca – Benno Ohnesorg, niemiecki student, został zabity przez oficera policji (ur. 1940)
- 3 czerwca – Arthur Ransome, brytyjski pisarz i dziennikarz (ur. 1884)
- 7 czerwca:
  - Dorothy Parker, amerykańska pisarka (ur. 1893)
  - Finn Schiander, norweski żeglarz, medalista olimpijski (ur. 1889)
- 10 czerwca – Spencer Tracy, amerykański aktor filmowy (ur. 1900)
- 14 czerwca – Edward Eagan, amerykański sportowiec (ur. 1898)
- 20 czerwca – Hans Dittmar, fiński żeglarz, medalista olimpijski (ur. 1902)
- 29 czerwca:
  - Primo Carnera, włoski bokser (ur. 1906)
  - Jayne Mansfield, amerykańska aktorka (ur. 1933)

## lipiec 1967
- 8 lipca – Vivien Leigh, angielska aktorka filmowa (ur. 1913)
- 12 lipca – Fridrich Ermler, radziecki aktor (ur. 1898)
- 13 lipca – Tom Simpson, angielski kolarz szosowy (ur. 1937)
- 17 lipca – John Coltrane, amerykański muzyk jazzowy i saksofonista (ur. 1926)
- 20 lipca – Fikret Mualla, turecki malarz (ur. 1903)
- 29 lipca – Aleksander Wat, polski poeta i prozaik (ur. 1900)
- 31 lipca – Łucja Czechowska, polska zakonnica (ur. 1881)

## sierpień 1967
- 1 sierpnia – Richard Kuhn, niemiecki biochemik, noblista (ur. 1900)
- 13 sierpnia – Trygve Pedersen, norweski żeglarz, medalista olimpijski (ur. 1884)
- 15 sierpnia:
  - René Magritte, belgijski malarz (ur. 1898)
  - Manuel Prado Ugarteche, dwukrotny prezydent Peru (ur. 1889)
- 20 sierpnia – Walter Krueger, amerykański generał i dowódca wojskowy (ur. 1881)
- 25 sierpnia:
  - Paul Muni, amerykański scenarzysta (ur. 1895)
  - Wincenty Skrzypczak, kawaler Orderu Virtuti Militari (ur. 1897)
- 27 sierpnia – Brian Epstein, menedżer The Beatles (ur. 1934)

## wrzesień 1967
- 1 września – Siegfried Sassoon, angielski poeta (ur. 1886)
- 3 września – Juliusz Rómmel, polski wojskowy, generał dywizji Wojska Polskiego (ur. 1881)
- 6 września – Józef Januszkowski, polski taternik, przewodnik tatrzański, ratownik górski (ur. 1924)
- 9 września – Tytus Komarnicki, polski prawnik, historyk, dyplomata (ur. 1896)
- 14 września – Abdel Hakim Amer, egipski generał i polityk (ur. 1919)
- 18 września:
  - John Douglas Cockcroft, angielski fizyk (ur. 1897)
  - William Davies, walijski rugbysta (ur. 1890)
- 20 września – Wenczesław Poniż, polski inżynier drogownictwa pochodzenia słoweńskiego
- 23 września – Stanisław Cyganiewicz, polski zapaśnik (ur. 1881)
- 25 września – Stanisław Sosabowski, polski generał, dowódca 1 Samodzielnej Brygady Spadochronowej w latach 1941–1944 (ur. 1892)
- 27 września:
  - Feliks Jusupow (ros. Фéликс Фéликсович Юсýпов), rosyjski arystokrata, uczestnik udanego zamachu na Rasputina (ur. 1887)
  - Hilla von Rebay, niemiecka malarka, kolekcjonerka, dyrektorka Muzeum Solomona R. Guggenheima (ur. 1890)
- 28 września – Leon Surzyński, polski lekarz, polityk, wicemarszałek Sejmu (ur. 1891)
- 30 września – Aleksander Birkenmajer, polski historyk nauk ścisłych i filozofii, bibliotekoznawca (ur. 1890)

## październik 1967
- 3 października – Woody Guthrie, amerykański muzyk folkowy (ur. 1912)
- 4 października – Janusz Franciszek Radziwiłł, polski polityk konserwatywny (ur. 1880)
- 7 października – Norman Angell, brytyjski pisarz (ur. 1872)
- 8 października – Clement Attlee, brytyjski polityk, premier Wielkiej Brytanii w latach 1945–1951 (ur. 1883)
- 9 października:
  - Gordon Allport, amerykański psycholog (ur. 1897)
  - Che Guevara, argentyński komunista i rewolucjonista (ur. 1928)
- 11 października – Halina Poświatowska, polska poetka (ur. 1935)
- 17 października – Puyi (trad. chin.溥儀; upr. chin. 溥仪), ostatni cesarz Chin (ur. 1906)
- 20 października – Shigeru Yoshida, japoński polityk, premier (ur. 1878)
- 21 października – Ejnar Hertzsprung, duński astronom i chemik (ur. 1873)
- 22 października – Jan Bartecki, polski pedagog (ur. 1901)

## listopad 1967
- 7 listopada:
  - John Nance Garner, amerykański polityk (ur. 1868)
  - František Lipták, słowacki taternik, działacz turystyczny i narciarz wysokogórski (ur. 1894)
- 12 listopada – Stanisław Adamski, polski duchowny, biskup katolicki (ur. 1875)
- 25 listopada – Ossip Zadkine, artysta (ur. 1890)
- 26 listopada – Albert Warner, amerykański przedsiębiorca, współzałożyciel wytwórni filmowej Warner Bros. (ur. 1884)
- 28 listopada – Léon M’ba, gaboński polityk, pierwszy prezydent Gabonu (ur. 1902)
- 30 listopada:
  - Josias zu Waldeck und Pyrmont, książę (ur. 1896)
  - Patrick Kavanagh, irlandzki poeta, prozaik i krytyk literacki (ur. 1904)

## grudzień 1967
- 3 grudnia:
  - Hendrik Kersken, holenderski żeglarz, medalista olimpijski (ur. 1880)
  - Annette Kolb, pisarka i eseistka pochodzenia niemiecko-francuskiego (ur. 1870)
  - Tadeusz Roman Tomaszewski, generał brygady Wojska Polskiego, uczestnik walk o niepodległość Polski (ur. 1894)
- 9 grudnia – Romuald Pitera, polski pisarz, redaktor, działacz gospodarczy (ur. 1901)[2]
- 10 grudnia – Otis Redding, amerykański piosenkarz (ur. 1941)
- 14 grudnia – Zdzisław Hierowski, krytyk i historyk literacki (ur. 1911)
- 16 grudnia – Józef Dziura, polski polityk, działacz sportowy i społeczny (ur. 1911)[3][4]
- 21 grudnia:
  - Stuart Erwin, amerykański aktor (ur. 1903)
  - Hans Seidemann, niemiecki generał pilot (ur. 1901)
- 23 grudnia – Angela Piskernik, austriacko-jugosłowiańska botaniczka (ur. 1886)
- 29 grudnia – Aage Pedersen, duński żeglarz, medalista olimpijski (ur. 1898)